# Павловка (Казанковский район)
Павловка (укр. Павлівка) — село в Казанковском районе Николаевской области Украины.
Основано в 1820 году. Население по переписи 2001 года составляло 44 человека. Почтовый индекс — 56050. Телефонный код — 5164. Занимает площадь 0,675 км².

## Местный совет
56050, Николаевская обл., Казанковский р-н, с. Троицко-Сафоново, ул. Щорса, 2